# Маневей (Юта)
Маневей (англ. Mantua) — місто (англ. town) в США, в окрузі Бокс-Елдер штату Юта. Населення — 1090 осіб (2020).

## Географія
Маневей розташований за координатами 41°29′53″ пн. ш. 111°56′9″ зх. д. / 41.49806° пн. ш. 111.93583° зх. д. (41.497983, -111.935739).  За даними Бюро перепису населення США в 2010 році місто мало площу 14,48 км², з яких 12,44 км² — суходіл та 2,04 км² — водойми.

## Демографія
Згідно з переписом 2010 року, у місті мешкало 687 осіб у 226 домогосподарствах у складі 197 родин. Густота населення становила 47 осіб/км².  Було 251 помешкання (17/км²).
Расовий склад населення:
| - 94,8 % — білих - 2,0 % — азіатів - 0,6 % — корінних американців - 0,1 % — чорних або афроамериканців |

До двох чи більше рас належало 2,0 %. Частка іспаномовних становила 2,5 % від усіх жителів.
За віковим діапазоном населення розподілялося таким чином: 27,5 % — особи молодші 18 років, 57,7 % — особи у віці 18—64 років, 14,8 % — особи у віці 65 років та старші. Медіана віку мешканця становила 42,0 року. На 100 осіб жіночої статі у місті припадало 110,1 чоловіків;  на 100 жінок у віці від 18 років та старших — 108,4 чоловіків також старших 18 років.
Середній дохід на одне домашнє господарство  становив 80 810 доларів США (медіана — 71 563), а середній дохід на одну сім'ю — 88 143 долари (медіана — 81 250). Медіана доходів становила 59 792 долари для чоловіків та 49 063 долари для жінок. За межею бідності перебувало 5,5 % осіб, у тому числі 2,5 % дітей у віці до 18 років та 10,7 % осіб у віці 65 років та старших.
Цивільне працевлаштоване населення становило 301 особа. Основні галузі зайнятості: освіта, охорона здоров'я та соціальна допомога — 23,9 %, публічна адміністрація — 16,9 %, виробництво — 16,6 %.